# Papuagrion corruptum
Papuagrion corruptum – gatunek ważki z rodziny łątkowatych (Coenagrionidae).